# نايل وليامز
نايل وليامز (بالإنجليزية: Niall Williams)‏ (1958، دبلن في جمهورية أيرلندا)؛ كاتب مسرحي، كاتب وروائي أيرلندي.